# Об'єктивний колапс
Теорії об'єктивного колапсу (англ. objective collapse theories), або квантовомеханічні моделі спонтанної локалізації (англ. quantum mechanical spontaneous localization models, QMSL) — один із підходів до інтерпретації квантової механіки. Об'єктивний колапс є реалістичним, індетерміністичним та відкидає приховані змінні. Такий підхід схожий на копенгагенську інтерпретацію, але відрізняється від неї онтологічною об'єктивністю хвильової функції та процесу її колапсу, що відображено у назві підходу.
Найбільш відомими прикладами теорій об'єктивного колапсу є:
- Теорія Ґірарді — Ріміні — Вебера
- Інтерпретація Пенроуза

## Порівняння з іншими інтерпретаціями квантової механіки
Теорії колапсу є суто протилежними до багатосвітової інтерпретації, оскільки в теоріях колапсу приймається, що процес колапсу хвильової функції руйнує суперпозицію, залишаючи лише одну з «гілок» хвильової функції, та прибирає її неспостережувану поведінку. Теорії об'єктивного колапсу відрізняються від копенгагенської інтерпретації тим, що перші розглядають хвильову функцію і процес колапсу як онтологічно об'єктивні. Копенгагенська інтерпретація включає в себе колапс, але вона нічого не стверджує щодо об'єктивної реальності хвильової функції, і тому колапс у копенгагенській інтерпретації можна трактувати як суб'єктивний або інформаційний феномен. В онтології об'єктивних теорій хвиля вважається реальною; у свою чергу, хвиля відповідає математичній хвильовій функції, і колапс відбувається випадково (спонтанна локалізація), або при досягненні певного фізичного порогу, коли спостерігач не грає особливої ролі.

## Різновиди теорій об'єктивного колапсу
В об'єктивних теоріях колапсу існуючий формалізм квантової механіки вважається у деякому сенсі неповним (тому правильніше називати їх саме теоріями, ніж інтерпретаціями). Вони діляться на два підтипи, в залежності від того, який механізм колапсу по відношенню до унітарної еволюції хвильової функції закладається до теорії.
1. Колапс закладається «всередину» еволюції хвильової функції, при цьому динамічні рівняння нерідко змінюють шляхом введення до них нелінійності. Добре відомим прикладом є теорія Ґірарді — Ріміні — Вебера (ҐРВ, GRW)[1].
2. Еволюція хвильової функції залишається незмінною, а процес колапсу (об'єктивна редукція) просто додається до неї, або принаймні передбачається. Добре відомим прикладом є інтерпретація Пенроуза, що пов'язує колапс із гравітаційним збудженням у загально-релятивістському просторі-часу, із порогом в один гравітон.

## Проблеми та недоліки
ҐРВ-подібні теорії колапсу стикаються із специфічною проблемою так званих «хвостів» хвильової функції. Щоб уникнути порушення принципу збереження енергії, математичний апарат теорії вимагає неповний колапс хвильової функції. Внаслідок цього майже вся хвильова функція зосереджена в одному значенні, що можна виміряти (і, власне, виміряного), але також існують один або декілька малих «хвостів», де функція інтуїтивно має дорівнювати нулеві, але математично це не так. Поки неясно, як необхідно інтерпретувати ці «хвости»: зокрема, висловлюються думки, що «хвости» свідчать про колапс певної малої кількості матерії в іншому місці, ніж показує вимірювання, або про можливість «стрибка» об'єкту з одного сколапсованого стану в інший із дуже малою ймовірністю, або про деяку зовсім іншу причину. Але ці інтерпретації суперечать здоровому глузду.
Крім того, спочатку моделі спонтанної локалізації описували лише системи нетотожних частинок, оскільки в них був відсутній механізм опису симетрії або антисиметрії частинок. Ця проблема була розв'язана за допомогою переробленої моделі ҐРВ-колапсу — моделі неперервної спонтанної локалізації (НСЛ, англ. continuous spontaneous localization, CSL), яку розробили Джанкарло Ґірарді, Філіп Перл і Альберто Ріміні в 1990 році.

## Виноски
1. ↑  Frigg R. GRW Theory // Compendium of Quantum Physics. — Springer-Verlag, 2009. — P. 266–270. Архівовано з джерела 24 червня 2016. Процитовано 2015-08-11.
2. ↑  Ghirardi G. C. Collapse Theories, Stanford Encyclopedia of Philosophy.